# Cavalière (Var)
Ne doit pas être confondu avec Cavalaire
Cavalière est une localité rattachée à la commune du Lavandou dans le département du Var. Située à environ 7 km du centre de celle-ci, c'est une station balnéaire.

## Géographie
Cavalière se situe sur la côte méditerranéenne entre la pointe du Layet et le cap Nègre. Elle est séparée, à l'ouest, de la ville du Lavandou par les hameaux d'Aiguebelle, La Fossette et Saint-Clair, et, à l'est, de la commune du Rayol-Canadel par le hameau de Pramousquier qui déborde sur le territoire de cette dernière.
La localité est surplombée par les contreforts du massif des Maures, d'où proviennent les quatre ruisseaux qui l'arrosent, le vallat de Cavalière (Quicule), le vallon de la Rouvière, le vallon de l'Ubac du Bleu (Castel Mau), et le Ruisseau de la Cascade (Aragaï).

## Histoire
Dans l'Antiquité, les Grecs ont établi à l'emplacement de l'actuelle Cavalière la station d'Alconis, qui devint sous la paix romaine la douce Alcône, villégiature prisée des Latins. Cette origine hypothétique conduit un industriel à construire dans les années 1900-1910 le temple d'Hercule sur les hauteurs du village.
En 1900, Cavalière est un simple hameau comptant 36 habitants dépendant le commune de Bormes-les-Mimosas.
En 1913, Le Lavandou qui dépendait aussi de Bormes-les-Mimosas est érigé en commune indépendante, incluant le hameau de Cavalière.
Le nombre d'habitants résidant à l'année dans la localité s'élève en 2015 à 396, chiffre en augmentation de 32,4 % par rapport à l'année 1975.
Le 20 mai 2025, de violentes intempéries s'abattent sur le secteur et provoquent des  inondations qui ravagent la localité où deux morts sont à déplorer.

## Population et société

### Transports
L'ancienne gare du chemin de fer Toulon - Saint-Raphaël a été réaménagée en agence postale et mairie annexe depuis que la voie ferrée a été transformée en une piste cyclable.

### Enseignement
Peu peuplée en dehors de la saison estivale, Cavalière possède une école abritant une classe unique pour les enfants de la moyenne section jusqu'au CM2.

### Tourisme
Cavalière possède une plage de sable fin ; menacée par la houle qui érodait sa partie orientale, elle a été protégée en 2013 par un récif artificiel qui lui a permis de retrouver son étendue huit ans plus tard.
Les collines de Cavalière sont un site préservé devenu la propriété du Conservatoire du littoral.